# Grimley Glacier
Grimley Glacier är en glaciär i Antarktis. Den ligger i Västantarktis. Argentina, Chile och Storbritannien gör anspråk på området. Grimley Glacier ligger 1 321 meter över havet.
Terrängen runt Grimley Glacier är huvudsakligen kuperad. Grimley Glacier ligger nere i en dal som går i öst-västlig riktning.  Trakten är obefolkad. Det finns inga samhällen i närheten.